# Santino Marella
Anthony John Carelli (14 de març del 1974), més conegut al ring com a Santino Marella és un lluitador professional, entrenador i artista marcial mixt canadenc d'origen italià que treballà a la marca RAW de World Wrestling Entertainment (WWE) després d'haver sigut campió indiscutible a la promoció japonesa DDT-Pro Wrestling i després del seu èxit al circuit independent del Pro Wrestling americà, especialment a la promoció Ohio Valley Wrestling, on també fou campió.
A la WWE, Carelli fou campió intercontinental una vegada i campió de Tag Team amb Vladimir Kozlov. També fou campió dels Estats Units a la WWE.

## A la lluita

### Moviments finals
- The Cobra (impacte a la gola de l'enemic)
- Santino Stunner
- Rolling cutter, 2007-2008
- Snap swinging neckbreaker, 2007-2008

### Moviments de signatura
- Arm drag
- Dropkick
- Running headbutt
- Savate kick

### Managers
- Beth Phoenix
- Maria

### Música d'entrada al ring'
- La Vittoria è mia' de Jim Johnston